# Zaporoška Seč
Zaporoška Seč (ukrajinsko Запорозька Січ, Zaporoz'ka Sič, poljsko  Sicz Zaporoska, rusko  Запорожская Сечь, Zaporožskaja Seč) je bila od 16. do 18. stoletja delno samostojna kozaška država s središčem okrog sedanjega Kahovskega akumulacijskega jezera na spodnjem Dnepru v Ukrajini. V različnih zgodovinskih obdobjih je bila pod oblastjo poljsko-litovske Republike obeh narodov, Osmanskega cesarstva, Carske Rusije in Ruskega carstva. Rusija je s podpisom Kučukkajnarškega miru (1774)  dobila obsežna osmanska ozemlja in naslednje leto razpustila Zaporoško Seč in jo vključila v svojo Novorosijsko provinco.
Zaporoška Seč naj bi se začela razvijati iz trdnjave na otoku Hortica na spodnjem Dnepru v sedanji Zaporoški regiji v Ukrajini. Izraz Zaporoška Seč se lahko neformalno nanaša tudi na celotno vojaško-upravno ureditev zaporoške kozaške vojske. 
Zgodovina Zaporoške Seči je imela šest ključnih obdobij:
- nastanek (1471–1583)
- sestavni del Malopoljske province Poljskega kraljestva z vključitvijo v Kijevsko vojvodstvo (1583–1657)
- boj proti Rzeczpospoliti (poljski državi), Osmanskemu cesarstvu in Krimskemu kanatu za neodvisnost ukrajinskega dela Rzeczpospolite (1657–1686)
- boj s Krimskim kanatom, Osmanskim cesarstvom in Ruskim imperijem za edinstveno identiteto kozakov (1686–1709)
- odmik od ruske vlade med njenimi poskusi, da bi ukinila samoupravo Seči, in njen padec (1734–1775)
- ustanovitev Donavske Seči izven Ruskega carstva in iskanje poti za vrnitev v domovino (1775–1828)

## Etimologija besedsečinkoš
Seč v ožjem pomenu je pomenila utrdbo, v kateri so stali cerkev, kmetijska poslopja in stanovanjske hiše. Beseda seč izvira iz besed  sѣkti, vysѣkati, ki pomenita sekati ali posekati in namiguje na ošiljene kole palisade, s katero je bila obdana utrdba. Namesto naziva seč se včasih uporablja tudi naziv palanka.
Seč je bila središče dejavnosti in vodenja vseh vojaških zadev in prebivališče vseh glavnih kozaških častnikov v spodnjem toku Dnepra. 
Pogosto ali namesto besede Seč se je uporabljala beseda Kos. Za Zaporožce je Seč pomenila predvsem njihovo stalno vojsko, medtem ko je beseda Kos pomenila tudi rezerviste oziroma cel vojaški tabor na vojnem pohodu. Z besedo koš so kozaki imenovali tudi organ vojaške uprave, ki je po veljavnih zakonih urejal življenje v taboru in sprejemal glavne odločitve.

## Zgodovina

### Ozadje
Zaporoška Seč je nastala kot način obrambe slovanskega prebivalstva pred pogostimi in uničujočimi pohodi Krimskih Tatarov, na katerih so polovili več sto tisoč Ukrajincev, Belorusov in Poljakov in jih prodali kot sužnje v Osmansko cesarstvo in na Srednji Vzhod. Pohode so imenovali »žetev stepe«.
Ukrajinci so spoznali, da imajo kot posamezniki zelo malo možnosti za preživetje, zato so organizirali samoobrambno vojsko – kozake, ki so bili dovolj močni, da so ustavili tatarske horde. Sčasoma so začeli vračati udarce in napadati Tatare in Turke. Na pohodih po črnomorski obali niso samo plenili bogatih naselij, ampak so tudi osvobajali svoje zasužnjene sonarodnjake.

### Ustanovitev
Prvi podatki o pojavu kozakov ob spodnjem Dnepru so s konca 15. stoletja, čeprav so se verjetno pojavili že prej.
Prvi podatek o ustanovitvi kozaškega vojaškega tabora ob spodnjem Djepru je leta 1489 zapisal poljski kronist Martin Belsky. Po njegovih podatkih so se kozaki v poletnih mesecih ukvarjali z ribolovom na brzicah Dnestra, lovom in čebelarstvom, pozimi pa so se odšli v bližnja mesta (Kijev, Čerkasi in druga). Na utrjenem otoku so pustili nekaj kozakov, oboroženih s hladnim in strelnim orožjem in topovi. Iz zapisov je mogoče sklepati, da se je to dogajalo verjetno v 1530. letih. Podatek potrjujejo raziskave V.A. Golobuckega.

### Hortiška utrdba – prototip Zaporoške Seči
Volinski knez Dmitrij Višnevecki je leta 1552 na otoku Mala Hortica (Bajda) zgradil leseno utrdbo, katero je Dmitrij Javornicki poimenoval Hortiška Seč. Trdnjava je stala nedaleč od pašnikov Krimskega kanata.
Poljsko-litovska Republika obeh narodov pri gradnji utrdbe ni sodelovala. Zgrajena je bila iz osebnih sredstev Dmitrija Višneveckeg, ki se je kot sorodnik ruskega carja Ivana Groznega naslonil rusko sfero. Iz Hortiške Seči je leta 1556 organiziral akcijo zaporoških kozakov, ki je bila del velike vojaške operacije ruske vojske pod poveljstvom diakona Matveja Rževskega proti Krimskemu kanatu. Kozaki so zatem organizirali samostojen pohod, na katerega so Tatari leta odgovorili z napadom na Malo Hortico. Utrdbo so po dolgem obleganju osvojili in uničili. 
Višnenecki je s svojimi kozaki leta 1558 stopil v službo carja Ivana IV. Vasiljeviča in dobil v fevd mesto Beljev v sedanji Tulski oblasti in zemljo v okolici Moskve. V zameno je moral priseči zvestobo ruskemu carju.
Po njegovi smrti se je na utrdbo pozabilo, ideja o obrambi kozakov pred Tatarom pa se je ohranila. Ob spodnjem Dnepru so se začeli pojavljati dobro utrjeni kozaški tabori – Zaporoška Seč.

### Zaporoške Seči
Lokacije Zaporoških Seči so se spreminjale v skladu z vojaško-političnimi razmerami. V začetnem obdobju so bile med njimi časovne prekinitve, zato graditelji naslednje niso poznali natančne lokacije prejšnje.
Po mnenju raziskovalcev so imeli Zaporoški kozaki osem Seči na različnih lokacijah. Vse so bile ob spodnjem toku Dnepra, praviloma v bližini prehodov čez reko, od koder so laže nadzirali vdore Tatarov na desni breg reke v Ukrajino. Na levem bregu Dnepra je bila za Tatare zanimiva predvsem Muravska trgovska pot.
Zaporoška Seč je obstajala približno dve in pol stoletji (16.–18. stoletje). Njen obstoj ni bil zvezen. Med zaporednimi Sečmi so bile časovne prekinitve, dolge 5 do 40 let. V tem času so obstajale naslednje Seči:
- Hotiška (1552–1557/1558) na otoku Mala Hotica.
- Tomakovska (1563–1593) na otoku Tomakovka v bližini sedanjega mesta Mangan, katere začetki segajo v leto 1540.[11] Trdnjavo so leta 1593 uničili Tatari.
- Bazavluška (1593–1638 (1630)) na otoku Bazavluk ob sotočju rek Dneper, Čertomiluk in Skarbna v bližini sedanje vasi Kapulovka. Otok je zdaj poplavljen. Utrdbo je leta 1638 med zatiranjem kozaškega upora uničila poljska vojska.
- Nikitska  (1639(1628)–1652) v bližini prehoda Nikitski rog pri sedanjem Nikopolu. V njej se je začel upor Bogdana Hmeljnickega leta 1648.
- Čertomliška (1652–1709) pri izlivu desnega Dneprovega pritoka Čertomlika. Trdnjava je bila po bitki pri Poltavi uničena.
- Kamenska (1709–1711, 1728–1734) na desnem bregu Dnepra pri izlivu Kamenke. Leta 1711 jo je uničila ruska carska vojska.
- Oleška (1711–1728, 1734) v bližini sodobnega Oleškega. Seč je bila v Krimskem kanatu, kamor so se kozaki umaknili v strahu pred ruskim maščevanjem.
- Nova ali Podpolnenska (1734–1755) na velikem polotoku na sotočju rek Podpolnoj in Dnester pri sedanji vasi Pokrovske v Dnipropetrovska oblast. Kozaki so leta 1734 dobili dovoljenje za vrnitev v Rusko carstvo. Zaradi diskriminacije v Krimskem kanatu so ponudbo takoj sprejeli in bližini nekdanje Čortomliške Seči zgradili novo. Slednja je bila tudi zadnja.

Po rusko-turški vojni za Krim in stepe ob Črnem morju Rusko carstvo ni več potrebovalo kozaških vojaških uslug za obrambo južne meje, zato je vlada Katarine II. Velike leta 1775 Zaporoško Seč razpustila. Po ukinitvi sta obstajali še dve Seči:
- Donavska (1775–1828) v delti Donave na ozemlju Osmaskega cesarstva. Po razpustitvi Zaporoške Seči je približno 5.000 zapustilo Zaporožje in služilo v vojski Osmanskega cesarstva pri obrambi spodnje Donave. Tam so ustanovili Donavsko Seč. Ko so kozaško vojsko ob Donavi leta 1780 razpustili, je general Grigorij Potemkin poskušal zbrati in reorganizirati kozake na prostovoljni osnovi in z njimi braniti Ukrajino pred Turki (1787–1791). Zbral je skoraj 12.000 kozakov in jih imenoval Črnomorski kozaki. Ko se je vojna z Osmanskim cesarstvom končala, jim ruska vlada ni dovolila naselitve v južni Ukrajini, ampak jih je začela preseljevati v Kuban, kjer so se leta 1860 preimenovali v Kubanske kozake.

- Banatska. Leta 1785 se je znaten del kozakov preselil v Banat v Habsburški monarhiji, kjer so postali znani kot Banatski kozaki.[12]

## Organizacija in družba
Zaporoško skupnost je vodila Seška Rada, ki je izvolila koš atamana, vodjo skupnosti in poveljnika kozaške vojske. Atamanu so pri upravljanju skupnosti pomagali glavni tajnik (pisar), vrhovni sodnik in glavni arhivar. Med vojaškimi operacijami je imel ataman neomejeno oblast in podporo svojega štaba in vojnega sveta. Odločal je sporazumno s seško Rado (skupščino), ki nekaterih hetmanov in drugih vodij, na primer Bogdana Hmeljnickega, ni podpirala. 
Nekateri viri Zaporoško Seč imenujejo Kozaška republika, ker je vrhovna oblast pripadala skupščini vseh njenih članov, na kateri so izvolili svoje vodje — starešine. Kozaki so tvorili skupnost (gromada), sestavljeno iz kurinov, osnovnih vojaških enot, ki so štele več sto kozakov. Kršitve discipline, na primer tatvine, vodenje žensk v Seč in uživanje alkohola med vojaškimi operacijami, je strogo kaznovalo kozaško vojno sodišče. Za upravo Seči in šole za versko in posvetno izobraževanje otrok je bila pooblaščena Pravoslavna cerkev. 
Prebivalstvo Seči je imelo tudi svojo kozmopolitsko komponento. Poleg Ukrajincev so v njej živeli tudi Moldavci, Tatari, Poljaki, Litovci, Judje in Rusi in več drugih entitet. Družbena struktura je bila zapletena. Sestavljena je bila iz revnega prebivalstva, bojarjev, poljskega plemstva (šlahta), trgovcev, kmetov, izobčencev, sužnjev, pobeglih s s turških galej, in pobeglih tlačanov. Nekateri, ki jih družba ni sprejela, so ustanavljali svoje bande in se tudi razglašali za kozake. Po uporu Bogdana Hmeljnickega so takšne združbe večinoma izginile in se vključile v Hetmanat.

### Vojska in vojskovanje
Kozaška vojska je imela razen lahke konjenice tudi veliko ladjevje hitrih lahkih ladij. Njihovi vojni pohodi so bili usmerjeni predvsem proti bogatim naseljem Osmanskega cesarstva in Krimskega kanata ob Črnem morju. Večkrat so prišli vse do Istanbula in Trabzona.